# سیارک ۱۵۹۶۵
سیارک ۱۵۹۶۵ (به انگلیسی: 15965 Robertcox، نامگذاری:1998DU7) پانزده هزار و نهصد و شصت و پنجمین سیارک کشف شده‌است که در ۲۳ فوریه ۱۹۹۸ کشف شد.
قدر مطلق سیارک برابر ۱۲٫۷۰ است.